# Palos Verdes Estates
Palos Verdes Estates è una città della Contea di Los Angeles, in California (Stati Uniti).

## Storia
L'area di Palos Verdes Estates faceva parte della ben più vasta concessione di Rancho San Pedro, donata dalla Corona spagnola a Juan José Domínguez nel 1784. Palos Verdes Estates è una città di fondazione, concepita dall'architetto paesaggista Frederick Law Olmsted Jr. e sviluppata a partire dal 1923. Tale progetto si inserisce nell'ambito dello sviluppo edilizio promosso da Frank A. Vanderlip nella penisola di Palos Verdes in seguito all'acquisto nel 1913 di 16 000 acri nell'area allora nota con il nome di Rancho de los Palos Verdes da Jotham Bixby. La città di Palos Verdes Estates venne ufficialmente istituita il 20 dicembre 1939.

## Geografia
Situata nella penisola di Palos Verdes, confina con Rancho Palos Verdes a sud, con Rolling Hills Estates a sud-est e con Torrance a nord e a est.